# Акула жаб'яча
Акула жаб'яча (Somniosus longus) — акула з роду полярна акула (підрід Rhinoscymnus) родини полярні акули. Інша назва «японська полярна акула».

## Опис
Загальна довжина досягає 1,3 м. Спостерігається статевий диморфізм: самиці значно перевищують самців. Голова невелика, округла. Морда тупа. Очі маленькі, світяться у темряві. Рот великий, дугоподібний. На верхній щелепі розташовано 56—57 вузьких, маленьких зуба, на нижній — 45 великих зуба. Кількість витків спірального клапана шлунка становить 26—27. Має велику печінку. Тулуб масивний, сигароподібний. Осьовий хребет нараховує 77—79 хребців. Плавці невеличкі, гладенькі. Має 2 спинних плавця, з яких перший лише трохи більше за задній. Анальний плавець відсутній. Хвостовий плавець гетероцеркальний, нижня лопать менш розвинена ніж верхня.
Забарвлення тіла сірувате, з деякими темними відтінками.

## Спосіб життя
Тримається на глибинах від 250 до 1160 м, нижньому ярусі континентального шельфу. Живиться переважно ракоподібними, головоногими молюсками, інколи дрібними донними рибами, органічним падлом.
Це яйцеживородна акула.

## Розповсюдження
Мешкає біля узбережжя Японії, Нової Зеландії, підводного хребта Наска.